# پویته کارینالیس
پویته کارینالیس (انگلیسی: Poitea carinalis) درخت برگریز کوچکی از بوته‌های خشک است و زمانی که گل می‌دهد، معمولاً از فوریه تا آوریل (گاهی تا ژوئن، بسته به بارندگی‌های فصل خشک)، می‌توان یک Poitea منفرد (Sabinea) را از یک مایل دورتر دید، زیرا کل درخت قرمز درخشان می‌شود. گلها به شکل معمولی نخودی با کلنگ بلند هستند.